# Ley Dodd-Frank de Reforma de Wall Street y Protección al Consumidor
La Ley de Reforma de Wall Street y Protección al Consumidor Dodd-Frank (conocida como Ley Dodd-Frank) es una ley federal de los Estados Unidos promulgada el 21 de julio de 2010. La ley revisó la regulación financiera después de la Gran Recesión, e hizo cambios que afectaron a todas las agencias reguladoras financieras federales y a casi todas las partes de la industria de servicios financieros del país.
En respuesta a pedidos generalizados de cambios en el sistema de regulación financiera, en junio de 2009, el presidente Barack Obama presentó una propuesta para una "revisión radical del sistema de regulación financiera de los Estados Unidos, una transformación en una escala no vista desde las reformas que siguieron a la Gran Depresión". La legislación basada en su propuesta fue presentada en la Cámara de Representantes de los Estados Unidos por el congresista Barney Frank, y en el Senado de los Estados Unidos por el senador Chris Dodd. La mayor parte del apoyo del Congreso a Dodd-Frank provino de miembros del Partido Demócrata, pero tres republicanos del Senado votaron a favor del proyecto de ley, lo que le permitió superar el obstruccionismo del Senado.
Dodd-Frank reorganizó el sistema de regulación financiera, eliminando la Oficina de Supervisión de Ahorros, asignando nuevas responsabilidades a agencias existentes como la Corporación Federal de Seguro de Depósitos y creando nuevas agencias como la Oficina para la Protección Financiera del Consumidor (CFPB). La CFPB fue encargada de proteger a los consumidores contra abusos relacionados con tarjetas de crédito, hipotecas y otros productos financieros. La ley también creó el Consejo de Supervisión de Estabilidad Financiera y la Oficina de Investigación Financiera para identificar las amenazas a la estabilidad financiera de los Estados Unidos, y otorgó a la Reserva Federal nuevos poderes para regular instituciones de importancia sistémica. Para manejar la liquidación de grandes empresas, la ley creó la Autoridad de Liquidación Ordenada. Una disposición, la Regla Volcker, restringe a los bancos realizar ciertos tipos de inversiones especulativas. La ley también derogó la exención de la regulación para los swaps basados en valores, requiriendo que los swaps de incumplimiento crediticio y otras transacciones se compensen a través de bolsas o cámaras de compensación. Otras disposiciones afectan temas como el gobierno corporativo, los contratos 1256 y las agencias de calificación crediticia.
Dodd-Frank está considerada generalmente como una de las leyes más importantes promulgadas durante la presidencia de Barack Obama. Los estudios han encontrado que la Ley Dodd-Frank ha mejorado la estabilidad financiera y la protección del consumidor, aunque ha habido un debate sobre sus efectos económicos. En 2017, la presidenta de la Reserva Federal, Janet Yellen, declaró que "el balance de la investigación sugiere que las reformas centrales que hemos implementado han impulsado sustancialmente la resiliencia sin limitar indebidamente la disponibilidad de crédito o el crecimiento económico". Algunos críticos han argumentado que la ley tuvo un impacto negativo en el crecimiento económico y en los pequeños bancos, o que no proporcionó una regulación adecuada a la industria financiera. Muchos republicanos, incluido Donald Trump, han pedido la derogación total o parcial de la ley.

## Desarrollo
- Promueve la estabilidad financiera de los Estados Unidos a través de medidas que proporcionen transparencia y estabilidad en el sistema financiero.
- Divide las funciones de los bancos comerciales y los bancos de inversión.
- Monitorea las prácticas bancarias y las instituciones financieras emproblemadas para:
  - Eliminar los problemas derivados de entidades demasiado grandes para quebrar (too big to fail).
  - Proteger a los contribuyentes estadounidenses de los costes de rescate de entidades financieras .
  - Proteger a los consumidores de las prácticas abusivas en créditos, préstamos e hipotecas.

## Autoría
Fue propuesta por el representante a la cámara Barney Frank y el presidente del comité del sector bancario del senado, el senador Chris Dodd. 
Es considerado el plan más agresivo desde la Gran Depresión para regular el sistema bancario de los EE.UU, para evitar casos como el de Lehman Brothers y la burbuja hipotecaria.